# Tristan Azbej
Tristan Azbej (4 de março de 1979) é um político húngaro, secretário de Estado para a Ajuda aos Cristãos Perseguidos e do Programa de Ajuda da Hungria. Ele também é o vice-presidente do KDNP - Partido Popular Democrata Cristão (Hungria).
Ele obteve um mestrado em Geologia pela Universidade Eötvös Loránd em 2002. Ele então completou um Ph.D. em Geociências na Virginia Tech, graduando-se em 2006.
Ingressou na política em 2010, trabalhando como Assessor Político do Grupo Parlamentar FIDESZ-KDNP. Entre 2012 e 2013 trabalhou como Assessor de Políticas do Gabinete do Primeiro-Ministro. De 2013 a 2017, atuou como adido de Ciência e Tecnologia na Embaixada da Hungria em Tel Aviv.
Em 2017 assumiu o cargo de Chefe de Departamento da Secretaria de Estado Adjunta de Ajuda aos Cristãos Perseguidos no Ministério das Capacidades Humanas. Mais tarde, no mesmo ano, tornou-se o vice-secretário de Estado para a Ajuda dos Cristãos Perseguidos. Desde 2018, ele atua como Secretário de Estado para a Ajuda aos Cristãos Perseguidos e para o Programa de Ajuda da Hungria no Gabinete do Primeiro Ministro. Nesta função, ele tem coordenado os esforços humanitários do governo da Hungria e teve inúmeras aparições públicas defendendo a liberdade de religião.
Ele foi eleito vice-presidente do KDNP em 2020. 